# Fabiana Murer
Fabiana de Almeida Murer (Campinas, 1981. március 16. –) világbajnok brazil atléta, rúdugró. 4,82-es fedett pályás, valamint 4,85-ös szabadtéri egyéni legjobbja élő dél-amerikai rekord.

## Pályafutása
Első nemzetközi sikerét az 1999-es dél-amerikai bajnokságon érte el, ahol harmadik lett. Hat évvel később jött a következő kimagaslóbb eredménye: 2005-ben - egy pozíciót javítva - ezüstérmesként zárt a kontinensbajnokságon.

### Dél-amerikai sikerek
A 2005-ös helsinki világbajnokságon, első felnőtt világversenyén nem jutott döntőbe, a selejtezőkörben viszont így is 440 centiméteres új brazil rekordot ugrott. 2006-ban győzött a dél-amerikai bajnokságon, majd a következő évben megvédte címét. 2007-ben a pánamerikai játékokon is aranyérmes lett, az oszakai világbajnokságon pedig döntős volt, és hatodikként zárt.
A 2008-as fedett pályás világbajnokságon Jelena Iszinbajeva és Jennifer Stuczynski mögött végzett bronzérmesként. Murer 4,70-es új egyéni és kontinensrekorddal, a lengyel Monika Pyrekkel azonos eredménnyel lett harmadik. Nem sokkal később, első olimpiáján, Pekingben döntőig jutott ugyan, de ott csak 4,50-ot ugrott, amivel tizedikként zárt.
2009-ben megvédte címét, és immár harmadik alkalommal nyerte meg a dél-amerikai bajnokságot.

### Nemzetközi sikerek

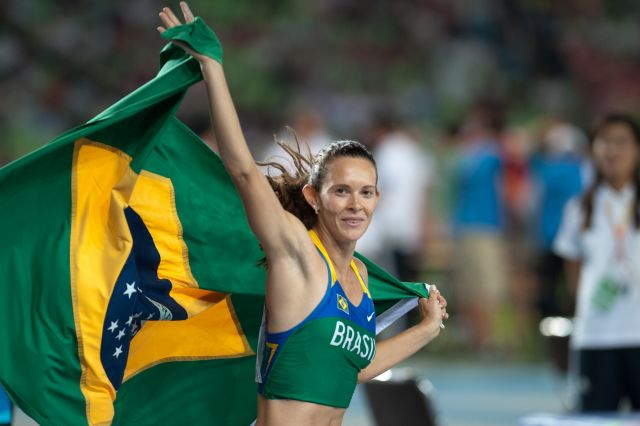
Győzelme után Teguban

2010-ben első brazilként lett aranyérmes a fedett pályás világbajnokságon. Dohában az orosz Szvetlana Feofanovával azonos, 4,80-as eredménnyel zárt, azonban ő szerezte meg a győzelmet, mivel orosz ellenfelével ellentétben, ezt a magasságot elsőre teljesítette.
Még ez év júniusában új kontinensrekordot ért el. Ezúttal szabadtéren, amikor is a spanyolországi San Fernandoban a 4,85-ös magasságon is sikerrel jutott túl.
2011 júniusában negyedik aranyérmét szerezte meg a dél-amerikai bajnokságról, továbbá ebben az évben érte el eddigi pályafutása legkimagaslóbb eredményét, a tegui világbajnokságon szerzett aranyával. Teguban újfent megugrotta a 4,85-ös szintet, de a 4,90-ot, majd a 4,92-ot már nem tudta átugrani. 4,80 után már csak egy ellenfele volt, a német Martina Strutz, aki azonban ledöntötte a lécet 4,85-ön, majd 4,90-en is, így Murer nyert, és lett a szám történelmének első brazil világbajnoka.

## Egyéni legjobbjai

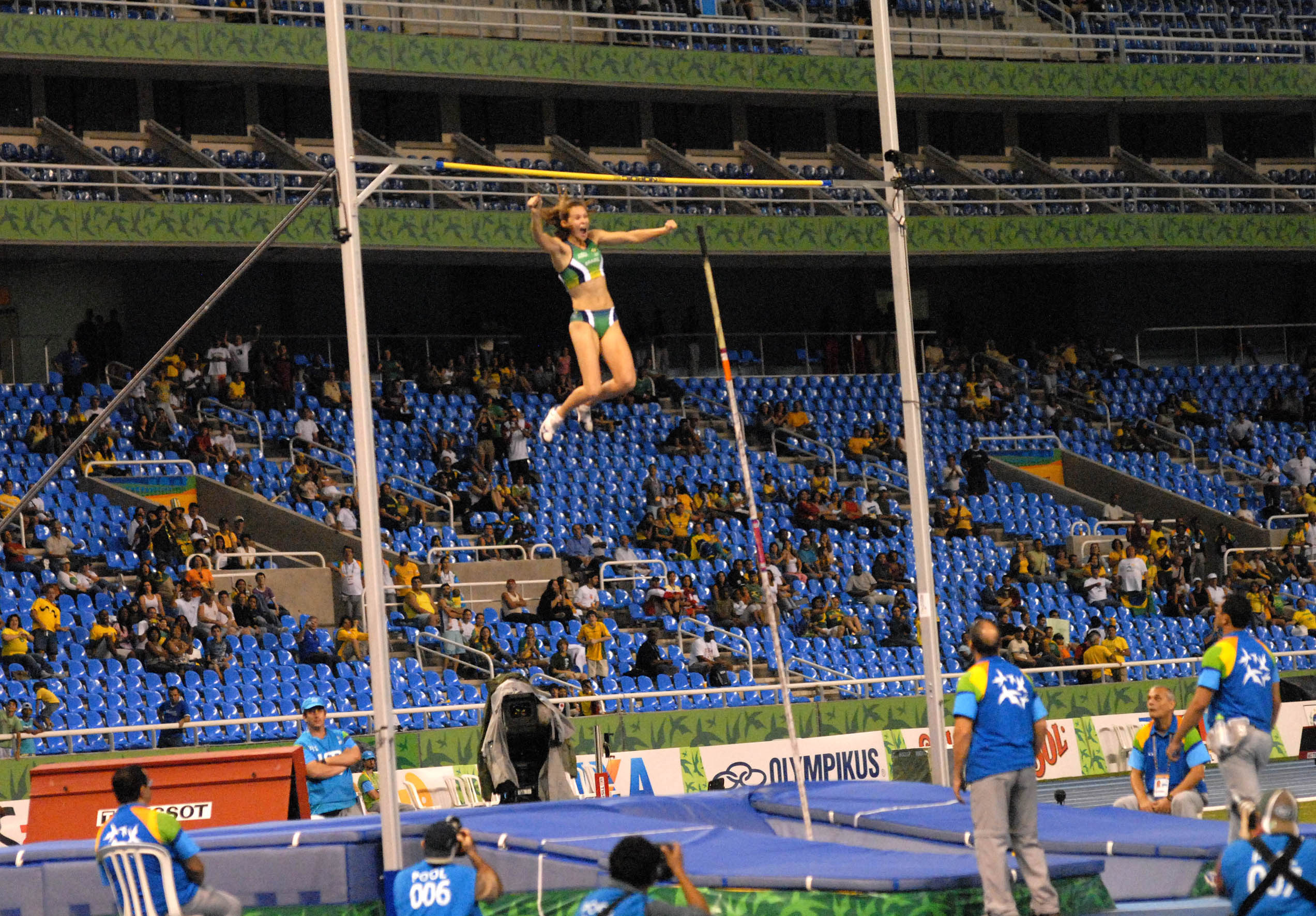
Murer ugrás közben

| Versenyszám | Eredmény      | Helyszín   | Dátum               |
| Szabadtér   | Szabadtér     | Szabadtér  | Szabadtér           |
| ----------- | ------------- | ---------- | ------------------- |
| Rúdugrás    | 4,85 méter AR | Tegu       | 2011. augusztus 30. |
| Fedett      |               |            |                     |
| Rúdugrás    | 4,82 méter AR | Birmingham | 2010. február 20.   |

magyarázat: AR = kontinensrekord